# ActionCenter

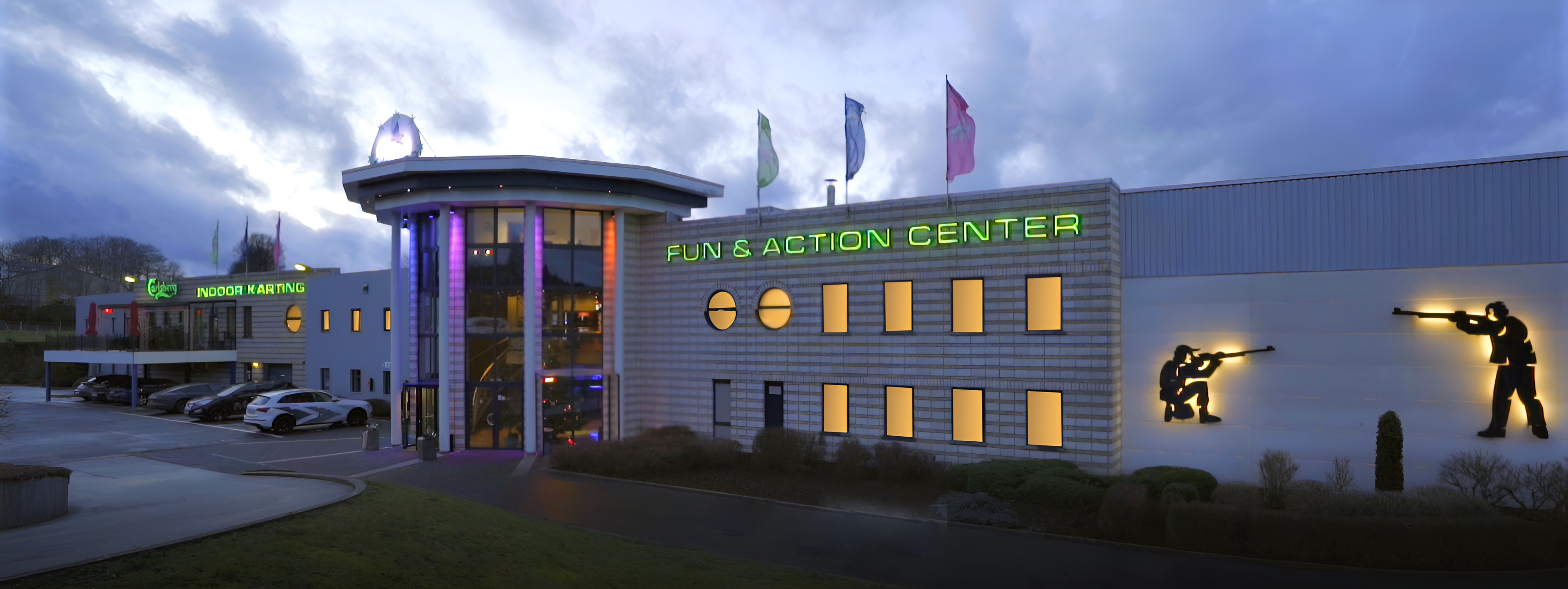
ActionCenter

Das ActionCenter ist ein multifunktionales Indoor-Freizeitzentrum im ostbelgischen Ort Grüfflingen, einem Ortsteil der Gemeinde Burg-Reuland in Belgien. Es zählt mit rund 10.000 m² zu den größten Einrichtungen dieser Art in der Region. Das Zentrum vereint zahlreiche Freizeitangebote unter einem Dach und richtet sich an Familien, Gruppen und Einzelpersonen.

## Geschichte
Das ActionCenter wurde am 17. März 2000 gegründet, um in der Region Ostbelgien ein ganzjähriges Freizeitangebot für alle Altersgruppen zu schaffen. Es hat hauptsächlich Besucher aus Belgien, Deutschland und Luxemburg. 

## Angebot
Das ActionCenter bietet mehr als 20 Indoor-Aktivitäten auf einer Fläche von etwa 10.000 m². Dazu gehören unter anderem:
- Kartsport: Eine 910 Meter lange Indoor-Kartbahn mit speziellem Rennasphalt; geeignet für Anfänger und erfahrene Fahrer. Bis zu 20 Fahrer können die Strecke gleichzeitig nutzen.
- Bowling: Zehn Bahnen für Freizeit- und Hobbyspieler.
- Lasergame: Eine Lasertag-Arena für Einzelspieler und Teams.
- Escape Room: Der thematische Raum „Flight 756“.
- 3D-Minigolf: Ein Schwarzlicht-Minigolf-Parcours mit 3D-Effekten.
- 7Di Cinemation: Ein interaktives Kinoerlebnis mit Spezialeffekten und beweglichen Sitzen.
- VEX VR: Virtuelle Realität in einer Mehrspielerumgebung.
- Zusätzliche Aktivitäten: Sumo, Rodeo-Reiten, Fun-Boxing, Karaoke u. a.

Neben den Aktivitäten stehen auch ein Restaurant und Aufenthaltsbereiche zur Verfügung.

## Zielgruppen
Das ActionCenter bietet Programme für verschiedene Zielgruppen an:
- Familien: Spezielle Pakete mit kindgerechten Aktivitäten.
- Gruppen: Angebote für Geburtstage, Junggesellenabschiede, Firmenausflüge und Teambuilding.
- Schulklassen und Jugendgruppen: Pädagogisch begleitete Programme.
- Einzelbesucher: Freier Zugang zu Einzelerlebnissen nach Verfügbarkeit.

## Standort und Erreichbarkeit
Das ActionCenter befindet sich in der Gewerbezone Schirm 59, 4790 Burg-Reuland, Belgien. Es liegt nahe der luxemburgischen und deutschen Grenze.